# Лаэквере (волость)
Ла́эквере (эст. Laekvere ) — бывшая волость в Эстонии в составе уезда Ляэне-Вирумаа.

## Положение
Площадь волости — 352,42 км², численность населения на 1 января 2006 года составляла 1837 человек.
Административный центр волости — посёлок Лаэквере. Помимо этого, на территории волости находится ещё 18 деревень.

## Демография
| Год  | Численность | Численность |
| ---- | ----------- | ----------- |
| 2011 | 1480        | [ 3 ]       |
| 2014 | 1475        | [ 2 ]       |
| 2015 | 1457        | [ 2 ]       |
| 2016 | 1512        | [ 2 ]       |
| 2017 | 1469        | [ 2 ]       |